# Rhacophorus aurantiventris
Rhacophorus aurantiventris е вид земноводно от семейство Rhacophoridae. Видът е застрашен от изчезване.

## Разпространение
Разпространен е в Провинции в КНР и Тайван.